# Finnish Open
Il Finnish Open è stato un torneo professionistico di tennis giocato su campi in terra rossa. Faceva parte dell'ATP Challenger Series. L'unica edizione si è disputata a Helsinki in Finlandia.

## Albo d'oro

### Singolare
| Anno | Campione        | Finalista     | Punteggio     |
| ---- | --------------- | ------------- | ------------- |
| 2003 | Thierry Ascione | Igor' Andreev | 2–6, 6–1, 6–3 |

### Doppio
| Anno | Campioni                       | Finalisti                  | Punteggio         |
| ---- | ------------------------------ | -------------------------- | ----------------- |
| 2003 | Emin Ağayev Alex Bogomolov Jr. | Lassi Ketola Timo Nieminen | 7–6(11), 4–6, 6–3 |